# سرچکوواتس
سرچکوواتس (به صربی: Srećkovac) یک منطقهٔ مسکونی در صربستان است که در پیروت واقع شده‌است. سرچکوواتس ۱۶۲ نفر جمعیت دارد.